# Kosso (Sanaba)
Pour les articles homonymes, voir Kosso.
Kosso est une commune située dans le département de Sanaba de la province des Banwa au Burkina Faso.